# Alprazolam

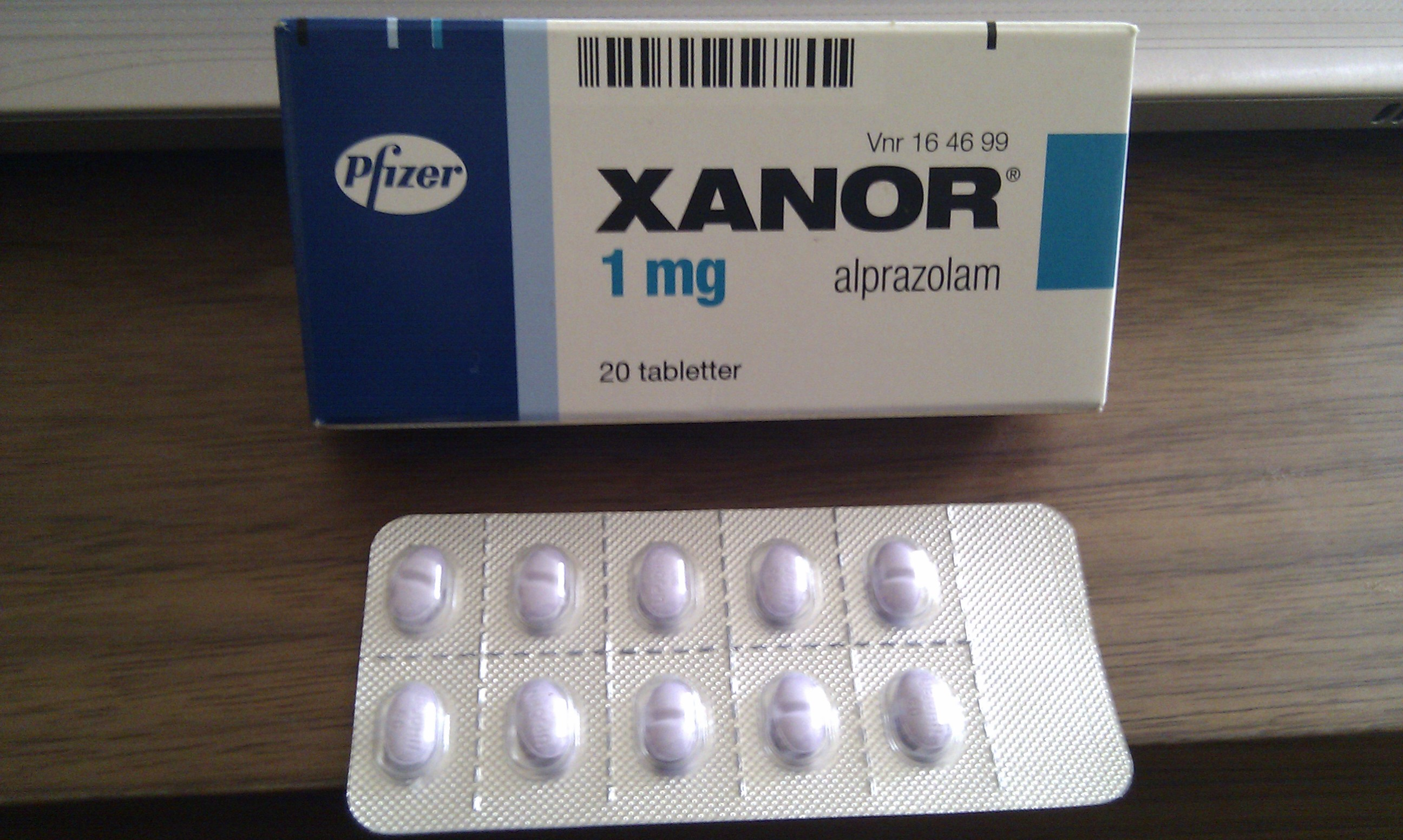
Xanor 1 mg tabletter

Alprazolam, summaformel C17H13ClN4, är ett kortverkande preparat som används för att behandla ångestsymtom som oro, rastlöshet och spänning. Medlet används framförallt i det akuta skedet vid panikångest samt vid vissa ångesttillstånd i samband med depression. Läkemedelsnamn är Xanor med flera i Sverige och Xanax i USA och marknadsförs under detta namn av Pfizer.  
Den totala maxdosen bör ej överskrida 6 mg per dag, men kan i vissa fall överskridas. Preparatet är inte godkänt för långtidsbehandling och indikationen bör omvärderas minst var tredje vecka. 
Abstinens-/utsättningssymptomen har visat sig vara svåra för alprazolam, varför läkemedlet alltid skall trappas ut.
Ämnet, som tillhör gruppen bensodiazepiner, verkar dämpande på det centrala nervsystemet. Risk för tillvänjning föreligger. Preparatet är narkotikaklassat och ingår i förteckning P IV i 1971 års psykotropkonvention, samt i förteckning IV i Sverige.

## Biverkningar
De biverkningar som detta läkemedel kan orsaka inkluderar dåsighet, huvudvärk, trötthet, yrsel, irritabilitet, koncentrationssvårigheter, ökad salivering, muntorrhet, förändrad sexlust eller förändrad sexuell förmåga, förstoppning, illamående, förändrad aptit, viktförändring, ledvärk och svårigheter att urinera. Alprazolam kan även ge upphov till biverkningar av mer allvarlig art som kan kräva medicinsk vård. Dessa inkluderar andnöd, kramper, svåra hudutslag, gulnad av ögon eller hud, depression, minnessvårigheter, talsvårigheter, förvirring, humörsvängningar, beteendeförändringar, självskadetankar eller -beteende, försämrad balans samt hallucination.